# Leucolepis menziesii
Leucolepis menziesii là một loài Rêu trong họ Mniaceae. Loài này được (Hook.) Steere mô tả khoa học đầu tiên năm 1950.